# 大智院 (佐世保市)
大智院（だいちいん）は長崎県佐世保市にある真言宗大覚寺派の仏教寺院で、同派別格本山。山号は黒髪山（くろかみざん）。地元では「黒髪山」の呼称が有名。

## 概要
佐世保市の中心街に近い戸尾町の高台にある。毎年1月最終日曜日には節分大祭があり、佐世保市で唯一恒例行事として「火わたり」が行われる。
古くは武雄鍋島藩主の御祈願所として栄えた。また京都旧嵯峨御所大覚寺宮との関わり深く、歴史由緒に富んだ古寺であるが、肥前地方が佐賀県と長崎県に行政区分分断されたため、歴史研究者からは未研究の領域多しとの評がある。

## 歴史
開基は弘法大師空海。遣唐使の留学僧として渡唐の途中、留学の目的達成を肥前国（現在の佐賀県武雄市山内町）黒髪山大権現に祈願、806年（大同元年）の帰国後に満願成就を報告した際に自ら爪で不動像を刻し、弟子快護に託して山内に庵を作らせたのが寺の起源と伝わる。
1645年（正保2年）、当時の住職尊覚が京都大覚寺門主の尊性法親王に招かれ書講を行い、その功績により大覚寺内塔頭「大智院」を下賜された。以来、当寺住職は「院家」との敬称で呼ばれるようになる。「和漢三才絵図」等にもその名が記載されている。往時は約80もの末寺を抱える肥前の大勢力であった。
1878年（明治11年）、大火により堂宇の大半を焼失した。再建するにあたり、当時佐世保鎮守府が開設され、人口が急増しつつあった佐世保への移転を計画。1908年（明治41年）になり、現在地へ移転した。戦時中から戦後にかけて一時衰退したが世状の安定とともに寺運も回復し、2006年（平成18年）には開創1200年を迎えて記念法要を行った。
※「別格本山黒髪山大智院開創1195年記念」冊子において、三本尊・仏像類・掛け軸・古文書などが公開されている。中でも無銘の梵鐘(十六弁菊紋入り)・京都真言宗大覚寺宮下賜の「院家兼帯之令旨」など歴史的価値ある品も確認される。

## アクセス
- 佐世保市営バス「黒髪山上」バス停または西肥バス・佐世保市営バス「戸尾町」バス停下車。
- 佐世保駅より徒歩10分